# Martim Afonso Bacelar
Martim Afonso Bacelar (c. 1320 -?) foi um nobre do Reino de Portugal, tendo sido senhor feudal da Domus Fortis denominada Torre de Mira, local de Valença do Minho.

## Relações familiares
Foi filho de Afonso Martins da Maia (c. 1300 -?) e de Maria Heitor. Casou com Sancha Vasques, Senhora do Prazo de Lara e filha de Vasco Sanches de Celanova (c. 1130 -?) e de Urraca Viegas, de quem teve:
1. Afonso Gil Martins Bacelarcasado com Mécia Gil, filha de Álvaro Pires Cabelos, senhor que foi da Domus Fortis denominada Torre de Parada.